# 威廉·博伊德
威廉·博伊德，CBE（英語：William Boyd，1952年3月7日—），英國小說家和編劇。

## 簡介
威廉·博伊德出生在加納阿克拉，並在加納和尼日利亞度過早期生活。他曾就讀於登斯頓學校; 然後在尼斯大學，法國格拉斯哥大學，最後牛津大學耶穌學院。
1980年至1983年，他是在牛津大學聖希爾達學院講師，他的第一部小說《人在非洲》出版。

## 作品
- 《人在非洲》
- 《赤子之心》
- 《不息》